# Вест-Терр-От (Індіана)
Вест-Терр-От (англ. West Terre Haute) — місто (англ. town) в США, в окрузі Віго штату Індіана. Населення — 2157 осіб (2020).

## Географія
Вест-Терр-От розташований за координатами 39°27′50″ пн. ш. 87°27′2″ зх. д. / 39.46389° пн. ш. 87.45056° зх. д. (39.463763, -87.450600).  За даними Бюро перепису населення США в 2010 році місто мало площу 1,95 км², уся площа — суходіл.

## Демографія
Згідно з переписом 2010 року, у місті мешкало 2236 осіб у 839 домогосподарствах у складі 588 родин. Густота населення становила 1147 осіб/км².  Було 975 помешкань (500/км²).
Расовий склад населення:
| - 97,3 % — білих - 0,6 % — корінних американців - 0,5 % — чорних або афроамериканців |

До двох чи більше рас належало 1,2 %. Частка іспаномовних становила 1,3 % від усіх жителів.
За віковим діапазоном населення розподілялося таким чином: 26,0 % — особи молодші 18 років, 61,4 % — особи у віці 18—64 років, 12,6 % — особи у віці 65 років та старші. Медіана віку мешканця становила 35,5 року. На 100 осіб жіночої статі у місті припадало 93,9 чоловіків;  на 100 жінок у віці від 18 років та старших — 89,6 чоловіків також старших 18 років.
Середній дохід на одне домашнє господарство  становив 39 679 доларів США (медіана — 31 178), а середній дохід на одну сім'ю — 43 554 долари (медіана — 37 273). Медіана доходів становила 37 991 долар для чоловіків та 30 917 доларів для жінок. За межею бідності перебувало 26,6 % осіб, у тому числі 39,2 % дітей у віці до 18 років та 16,5 % осіб у віці 65 років та старших.
Цивільне працевлаштоване населення становило 1013 особи. Основні галузі зайнятості: освіта, охорона здоров'я та соціальна допомога — 25,8 %, виробництво — 22,2 %, роздрібна торгівля — 15,4 %.